# Nangman jagaek
Nangman jagaek (낭만자객?), noto anche con il titolo internazionale Romantic Warriors e Crazy Assassins, è un film del 2003 scritto e diretto da Yoon Je-kyun.

## Trama
Un gruppo di cortigiane, uccise a tradimento, sono diventate fantasmi a causa del loro rancore; quando un gruppo di mercenari entra casualmente nella casa da loro infestata, le ragazze obbligano i criminali a vendicarle. Quello che loro non sanno è che tuttavia i mercenari sono molto meno abili di quanto sembrano.

## Distribuzione
In Corea del Sud la pellicola è stata distribuita dalla CJ Entertainment, a partire dal 5 dicembre 2003.